# Coupe de la Ligue 2010/11
De Coupe de la Ligue 2010/11 was de 17de editie van dit Franse voetbalbekertoernooi. Het bekertoernooi werd georganiseerd door de LFP, de betaaldvoetbalsectie van de Franse voetbalbond (FFF).
Aan het toernooi namen de 40 clubs uit de Ligue 1 en Ligue 2 deel en vier clubs uit de Championnat National (Amiens SC, SCO Angers, SC Bastia en EA Guingamp). Het bekertoernooi ving aan op 30 juli 2010 en eindigde op 23 april 2011 met de finale in het Stade de France te Saint-Denis. De titelhouder, Olympique Marseille die in de finale van 2010 Girondins de Bordeaux met 3-1 versloeg, won ook deze editie door ditmaal Montpellier HSC met 1-0 te verslaan.

## Kalender
| Ronde        | Data            | Wedstrijden | Clubs   |
| ------------ | --------------- | ----------- | ------- |
| Eerste ronde | 30-31 juli      | 12          | 44 → 32 |
| Tweede ronde | 24-25 augustus  | 6           | 32 → 26 |
| Derde ronde  | 21-22 september | 10          | 26 → 16 |
| Vierde ronde | 26-27 oktober   | 8           | 16 → 8  |
| Kwartfinale  | 9-10 november   | 4           | 8 → 4   |
| Halve finale | 18-19 januari   | 2           | 4 → 2   |
| Finale       | 23 april        | 1           | 2 → 1   |

## Kwartfinales
|                           |                                |        |                  | |
| 9 november 2010 20:45 CET | AJ Auxerre                     | 2 – 0  | AS Saint-Étienne | Stade de l'Abbé-Deschamps, Auxerre Toeschouwers: 7.906 Scheidsrechter: Ledentu (Languedoc-Roussillon) |
| 9 november 2010 20:45 CET | Pedretti 16' (s) Dudka 48' (s) | Report |                  | Stade de l'Abbé-Deschamps, Auxerre Toeschouwers: 7.906 Scheidsrechter: Ledentu (Languedoc-Roussillon) |

|                            |                 |        |                                    |                                                                                           |
| 10 november 2010 17:00 CET | Valenciennes FC | 1 – 3  | Paris Saint-Germain                | Stade Nungesser, Valenciennes Toeschouwers: 7.395 Scheidsrechter: Stéphane Bré (Bretagne) |
| 10 november 2010 17:00 CET | Dossevi 3'      | Report | 9' Camara 26' Jallet 51' Luyindula | Stade Nungesser, Valenciennes Toeschouwers: 7.395 Scheidsrechter: Stéphane Bré (Bretagne) |

|                            |                 |        |            |                                                                                       |
| 10 november 2010 18:45 CET | Montpellier HSC | 2 – 1  | Lille OSC  | Stade de la Mosson, Montpellier Toeschouwers: 5.764 Scheidsrechter: Thual (Aquitaine) |
| 10 november 2010 18:45 CET | Kabze 27', 52'  | Report | 67' Hazard | Stade de la Mosson, Montpellier Toeschouwers: 5.764 Scheidsrechter: Thual (Aquitaine) |

|                            |                             |        |                   |                                                                                    |
| 10 november 2010 20:45 CET | Olympique Marseille         | 2 – 1  | AS Monaco         | Stade Vélodrome, Marseille Toeschouwers: 17.765 Scheidsrechter: Turpin (Bourgogne) |
| 10 november 2010 20:45 CET | A. Ayew 42' Azpilicueta 60' | Report | 22' (s) Coutadeur | Stade Vélodrome, Marseille Toeschouwers: 17.765 Scheidsrechter: Turpin (Bourgogne) |

## Halve finales
|                            |                 |        |                     |                                                                                   |
| 18 januari 20:45 uur (CET) | Montpellier HSC | 1 – 0  | Paris Saint-Germain | Stade de la Mosson, Montpellier Toeschouwers: 17.641 Scheidsrechter: Saïd Ennjimi |
| 18 januari 20:45 uur (CET) |                 | Report | 118' Olivier Giroud | Stade de la Mosson, Montpellier Toeschouwers: 17.641 Scheidsrechter: Saïd Ennjimi |

|                            |            |        |                                       |                                                                                         |
| 19 januari 20:45 uur (CET) | AJ Auxerre | 0 – 2  | Olympique Marseille                   | Stade de l'Abbé-Deschamps, Auxerre Toeschouwers: 17.025 Scheidsrechter: Laurent Duhamel |
| 19 januari 20:45 uur (CET) |            | Report | 45+2' Brandão 68' André-Pierre Gignac | Stade de l'Abbé-Deschamps, Auxerre Toeschouwers: 17.025 Scheidsrechter: Laurent Duhamel |

## Finale
|                          |                     |        |                 |                                                                                  |
| 23 april 20:45 uur (CET) | Olympique Marseille | 1 – 0  | Montpellier HSC | Stade de France, Saint-Denis Toeschouwers: 74.259 Scheidsrechter: Antony Gautier |
| 23 april 20:45 uur (CET) | Taye Taiwo 80'      | Report |                 | Stade de France, Saint-Denis Toeschouwers: 74.259 Scheidsrechter: Antony Gautier |

## Topscorers
| № | Naam                 | Club                | Goals | W | M    |
| - | -------------------- | ------------------- | ----- | - | ---- |
| 1 | Brice Jovial         | Le Havre AC         | 3     | 3 | 145' |
| 1 | Hasan Kabze          | Montpellier HSC     | 3     | 2 | 149' |
| 1 | Frédéric Sammaritano | AJ Auxerre          | 3     | 3 | 246' |
| 1 | Vincent Aboubakar    | Valenciennes FC     | 3     | 2 | 159' |
| 1 | Grégory Thil         | US Boulogne         | 3     | 3 | 186' |
| 6 | André Ayew           | Olympique Marseille | 2     | 2 | 171' |
| 6 | Jonathan Ayité       | Olympique Nîmes     | 2     | 3 | 230' |
| 6 | Anthony Knockaert    | EA Guingamp         | 2     | 4 | 306' |
| 6 | Christian Kinkela    | AC Ajaccio          | 2     | 4 | 337' |
| 6 | Jugurtha Hamroun     | EA Guingamp         | 2     | 2 | 97'  |